# الإحكام في أصول الأحكام (الآمدي)
الإحكام في أصول الأحكام، كتاب في أصول الفقه الإسلامي، لمؤلفه سيف الدين الآمدي المتوفى سنة 631 هـ، فرغ من تأليفه سنة 625 هـ. عرض فيه لمفهوم هذا العلم وتعريفه وموضوعه، وأنواع اللفظ، وحقيقة الحكم الشرعي وأقسامه والمحكوم فيه والمحكوم علي، ثم تكلم عن الأدلة الشرعية: الكتاب والسنة، والإجماع. وتكلم أيضا عن الأخبار وما يتعلق بها وغيرها من الأمور المتعلقة بأصول الفقه.

## موضوع الكتاب
وكتاب الإحكام لخص فيه الآمدي أربعة من أهم كتب أصول الفقه، هي:
- العُمَد للقاضي عبد الجبار المعتزلي (ت: 415هـ).
- المعتمد شرح العُمَد للقاضي أبي الحسين البصري (ت: 463هـ).
- البرهان، لإمام الحرمين عبد الملك الجويني (ت: 478هـ).
- المستصفى للغزالي (ت: 505هـ).[3]

وامتاز كتاب الإحكام بحسن العرض للقضايا وتحليلها ومناقشتها، وبالولوع بتحقيق المذاهب وتفريع المسائل.

## منهج المؤلف في الكتاب
ضمنه مؤلفه أربع قواعد:
- القاعدة الأولى: في تحقيق أصول الفقه ومبادئه.
- القاعدة الثانية: في تحقيق الدليل السمعي وأقسامه وما يتعلق به من لوازمه وأحكامه.
- القاعدة الثالثة: في أحكام المجتهدين وأحوال المفتين والمستفتين.
- القاعدة الرابعة: في ترجيحات طرق المطلوبات.[4]

سار فيه المؤلف على طريقة الشافعية وهي التي تعتمد على تحقيق القواعد تحقيقا منطقيا مستندا على العقل فضلا عن النقل.

## الأعمال على الكتاب
- لخصه أبو عمرو بن الحاجب في كتابه المعروف بـ(المختصر الكبير)، ثم اختصره في كتاب آخر تداوله طلبة العلم وعني أهل المشرق والمغرب به وبمطالعته وشرحه وحصلت زبدة طريقة المتكلمين في هذا الفن في هذه المختصرات.
- اختصره ابن الحاجب المالكي في كتاب سماه: (منتهى السول والأمل في علمي الأصول والجدل).
- بديع النظام الجامع بين كتابي البزدوي والأحكام، للشيخ الإمام مظفر الدين أحمد بن علي المعروف: بابن الساعاتي البغدادي الحنفي (ت: 694هـ)، جمع فيه زبدة كلام السيف الآمدي والفخر البزدوي.
- قاعدة في الحقيقة والمجاز، لابن تيمية، وهي رد على الآمدي في كتابه الإحكام في أصول الأحكام.